# Rusinów (gromada w powiecie świebodzińskim)
Rusinów – dawna gromada, czyli najmniejsza jednostka podziału terytorialnego Polskiej Rzeczypospolitej Ludowej w latach 1954–1972.
Gromady, z gromadzkimi radami narodowymi (GRN) jako organami władzy najniższego stopnia na wsi, funkcjonowały od reformy reorganizującej administrację wiejską przeprowadzonej jesienią 1954 do momentu ich zniesienia z dniem 1 stycznia 1973, tym samym wypierając organizację gminną w latach 1954–1972.
Gromadę Rusinów z siedzibą GRN w Rusinowie utworzono – jako jedną z 8759 gromad na obszarze Polski – w powiecie świebodzińskim w woj. zielonogórskim na mocy uchwały nr V/25/54 WRN w Zielonej Górze z dnia 5 października 1954. W skład jednostki weszły obszary dotychczasowych gromad Rusinów i Glińsko ze zniesionej gminy Jordanowo w tymże powiecie. Dla gromady ustalono 11 członków gromadzkiej rady narodowej.
1 stycznia 1958 gromadę zniesiono, a jej obszar włączono do gromady Jordanowo w tymże powiecie.